# 김완배
김완배(金完培, 1985년 10월 12일 ~ )은 대한민국의 희극 배우이다.

## 출연작

### 방송
- 코미디빅리그 (tvN)
  - 《청춘을 위하여》
  - 《내 마음이 들리냐?》
  - 《행동학개론》 진행자 역
  - 《오지라퍼》
  - 《핼머니》
  - 《쇼미더구라》
  - 《어쩌다 서른》
  - 《갑분싸》
  - 《극한직장》
  - 《페이크특공대》
- 콩트앤더시티 (tvN)
- 택시 (tvN) (2015년 12월 22일 자)
- 이국주의 영스트리트 (SBS 파워FM)
- 만국유람기 (부산 MBC)